# Зайб, Вильгельм

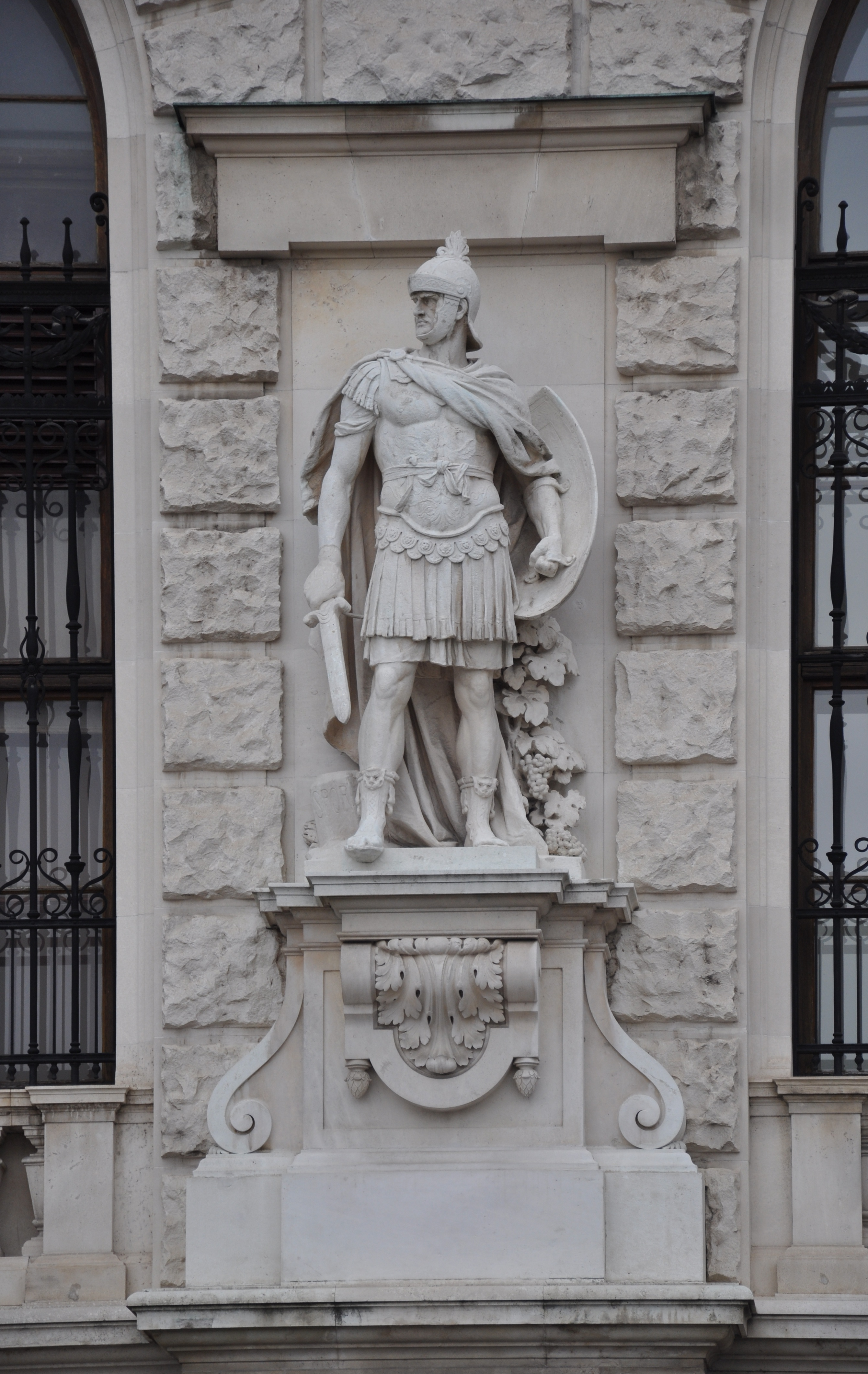
Вильгельм Зайб: римский солдат на фасаде Нового бурга на Хельденплац в Вене.

Вильгельм Зайб (нем. Wilhelm Seib; 18 мая 1854, Штоккерау, Нижняя Австрия — 7 марта 1924, Шпаннберг, Гензерндорф) — австрийский скульптор.
Вильгельм Зайб, сын юриста, учился с 1868 года в Академии изящных искусств в Вене у Франца Бауэра, затем с 1872 по 1880 год у Карла Кундмана на средства императора, который интересовался его творчеством. В 1885 году ему было разрешено отправиться в учебную поездку в Италию за казенный счет. С 1890 года он был членом Венского дома художников. Зайб получил множество заказов по всей Габсбургской монархии, в основном он создавал портреты, архитектурные скульптуры, гробницы и памятники. В 1911 году он получил звание почетного профессора. Он умер в полной нищете в результате девальвации валюты.
Среди его самых известных работ морские кони на мемориале Тегетхоф, статуя Саллюстия на рампе здания австрийского парламента и статуя римлян на Хофбурге в Вене, статуи Артигаса в Уругвае и Памятник Шиллеру в Санкт-Пёльтене. Кроме того он создал, многочисленные бюсты, рельефы и надгробные памятники в Вене, Штоккерау и окрестностях.

## Использованная литература
- W. Krause. Seib Wilhelm // Österreichisches Biographisches Lexikon 1815–1950 (ÖBL). — Wien: Verlag der Österreichischen Akademie der Wissenschaften, 2005. — ISBN 3-7001-3580-7. — Bd. 12. — S. 115.